# Чув'яки
Чув'яки́ або чуваки́ (адиг. цуакъэ) — шкіряні туфлі з м'якою підошвою без підборів у народів Кавказу та Криму. Їх підрозділяють по конструкції заготівлі та матеріалами верху, вони можуть бути із заднім і переднім ременями або без них. Деталі верху виготовляють з натуральних і синтетичних шкір; підошви можуть бути шкіряними, гумовими або пластиковими.
Раніше цей вид взуття носили і чоловіки, і жінки народів Кавказу і Передньої Азії. Виготовлялися з шкіри буйволів, биків та інших тварин. Вирізали зі шкіри шматок, який відповідає розміру ноги, і, виконавши  петлі, перев'язували шкіряними ремінцями, на манір личаків, які носили з в'язаними шкарпетками.
Капці, які мають промислове походження, звичайно виробляються з натуральної шкіри, підошва — з пористої гуми, мають клейовий метод кріплення, тканинну підкладку.
Нині чув'яки виробляються як для фольклорних ансамблів, як частина національного одягу, так і для працівників, що працюють у закритих опалювальних приміщеннях: харчової та легкої промисловості, в сфері медицини, торгівлі, науки тощо